# Дубравка (притока Свічі)
Ду́бравка — річка в Україні, в межах Жидачівського району Львівської області. Права притока Свічі (басейн Дністра). 

## Опис
Довжина 10 км, площа басейну 20 км². Похил річки 13 м/км. Річка рівнинного типу. Долина порівняно вузька і глибока, у верхів'ях заліснена. Річище слабозвивисте, є перекати, дно місцями піщане і з галькою.

## Розташування
Дубравка бере початок у лісовому масиві на південь від села Корчівка. Тече переважно на північний схід, у пониззі — на північ. Впадає до Свічі на схід від села Зарічне. 